# Хаљинићи
Хаљинићи су насељено мјесто у Босни и Херцеговини у општини Какањ које административно припада Федерацији Босне и Херцеговине. Према попису становништва из 1991. у насељу је живјело 815 становника.

## Становништво
| Националност       | 1991.        | 1981.          | 1971.          |
| Хрвати             | 754 (92,51%) | 1.350 (87,71%) | 1.151 (96,07%) |
| Муслимани          | 15 (1,84%)   | 122 (7,92%)    | 41 (3,42%)     |
| Срби               | 3 (0,36%)    | 6 (0,38%)      | 3 (0,25%)      |
| Југословени        | 21 (2,57%)   | 47 (3,05%)     | 0              |
| остали и непознато | 22 (2,69%)   | 14 (0,90%)     | 3 (0,25%)      |
| Укупно             | 815          | 1.539          | 1.198          |